# 홋카이도 닛폰햄 파이터스 (2군)
홋카이도 닛폰햄 파이터스(일본어: 北海道日本ハムファイターズ, Hokkaido Nippon-Ham Fighters)의 2군 팀은, 일본의 프로 야구 구단이며, 홋카이도 닛폰햄 파이터스 계열의 구단이다. 이스턴 리그 (일본) 구단 중의 하나이며 1948년부터 활동하고 있다. 홈구장은 파이터스 가마가야 스타디움(지바현 가마가야시)이다.

## 홈구장
1997년부터 지바현 가마가야시에 위치한 파이터스 가마가야 스타디움을 사용하고 있다.

### 과거의 홈구장
- 1961년 ~ 1991년 : 가와사키시 다마가와마루코바시 경식 야구장 (가나가와현 가와사키시 나카하라구)
- 1992년 ~ 1996년：사가미하라시립 사가미하라 야구장 (가나가와현 사가미하라시)

1. ↑  김하진 (2015년 12월 22일). “日 오타니의 바쁜 겨울…외야 수비에 타격까지”. 스포츠경향. 2022년 4월 3일에 확인함.
2. ↑  김하진 (2015년 12월 22일). “日 오타니의 바쁜 겨울…외야 수비에 타격까지”. 스포츠경향. 2022년 4월 3일에 확인함.